# The Story's Been Told
The Story's Been Told è il quarto album discografico dei Third World, pubblicato dall'etichetta discografica Island Records nel 1979.
L'album entra nelle chart statunitensi anche se con minor fortuna rispetto all'album precedente.
Suono sempre più orientato al Pop (con tracce persino di Disco music).

## Tracce
Lato A
1. Talk to Me – 8:30 (William Willie Clarke)
2. Irie Ites – 4:40 (Steven Cat Coore)
3. Always Around – 4:30 (Irving Jarrett)

Lato B
1. Tonight for Me – 4:45 (Michael Ibo Cooper)
2. Come Together – 4:00 (Michael Ibo Cooper, Steven Cat Coore, William Rugs Clarke, Richie Daley, Irving Carrot Jarrett, Willie Stewart)
3. Having a Party – 4:00 (Michael Ibo Cooper, Steven Cat Coore, William Rugs Clarke, Richie Daley, Irving Carrot Jarrett, Willie Stewart)
4. The Story's Been Told – 7:05 (Michael Ibo Cooper, Steven Cat Coore, William Rugs Clarke, Richie Daley, Irving Carrot Jarrett, Willie Stewart)

## Formazione
- William Clarke (Rugs) - voce solista, chitarre
- Michael Cooper (Ibo) - tastiere, voce
- Steven Coore (Cat) - chitarre, basso, voce
- Richard H. Daley (Richie) - basso, chitarre
- William Stewart (Willie) - batteria
- Irving Jarrett (Carrot) - percussioni

Personale aggiunto
- Liza Stewart - voce (brano: Come Together)

Note aggiuntive
- Third World - produttori
- Steve Stanley - assistente alla produzione (Youth Sound)
- Chris Blackwell - produttore esecutivo
- Registrazioni effettuate al Crystal Studios di Los Angeles, California
- Steve Stanley - ingegnere della registrazioni
- Jim Hall - ingegnere delle registrazioni
- John Fischbach - ingegnere delle registrazioni
- Laura Livingstone - assistente ingegneri delle registrazioni
- Michael Cooper e Steve Stanley - mixaggio
- Chris Blackwell e John Fishback - remixaggio (brano: Talk to Me)
- Stormy Weather Management - personal management
- Ringraziamento speciale per la cooperazione a Dick Cutler ed allo staff del Crystal Studio[3]